# 청자 상감매죽학문 매병 (보물 제1168호)
청자 상감매죽학문 매병(靑磁 象嵌梅鳥竹文 梅甁)은 상감기법으로 매화와 대나무, 학 무늬를 새겨 넣은, 고려청자 매병(梅甁)이다. 1993년 9월 10일 대한민국의 보물 제1168호로 지정되었다.

## 개요
고려시대의 만들어진 청자 매병으로 높이 38.9cm, 아가리 지름 5.1cm, 밑지름 15.6cm이다.
어깨에서 팽배하게 벌어졌다가 몸통 아래에서 좁혀져 세워진 몸체와 각이 진 아가리가 달린 전형적인 고려 매병이다. 목은 낮고 잘룩하여 작고 낮은 아가리와 조화를 이룬다. 흑백상감 기법으로 몸통의 앞·뒷면에 가는 줄기의 매화와 대나무를 큼직하게 배치하고, 그 사이에 날아오르는 새와 학, 풀을 회화적으로 나타냈다. 병의 표면은 담청록의 맑은 빛깔로 투명하며, 미세하게 갈라진 빙렬이 전면에 나타난다.
회화적인 매(梅), 조(鳥), 죽(竹)의 상감무늬와 맑은 청자유가 잘 어울리는 작품으로 주목된다.

## 같이 보기
- 청자 상감매죽학문 매병 (보물 제903호)